# ایزناوه
ایزناوه (به فرانسوی: Izenave) یک کمون (فرانسه) در فرانسه است که در ان (اوورنی-رون-آلپ) واقع شده‌است. ایزناوه ۱۳٫۰۴ کیلومتر مربع مساحت دارد ۶۹۰ متر بالاتر از سطح دریا واقع شده‌است.